# 国美零售

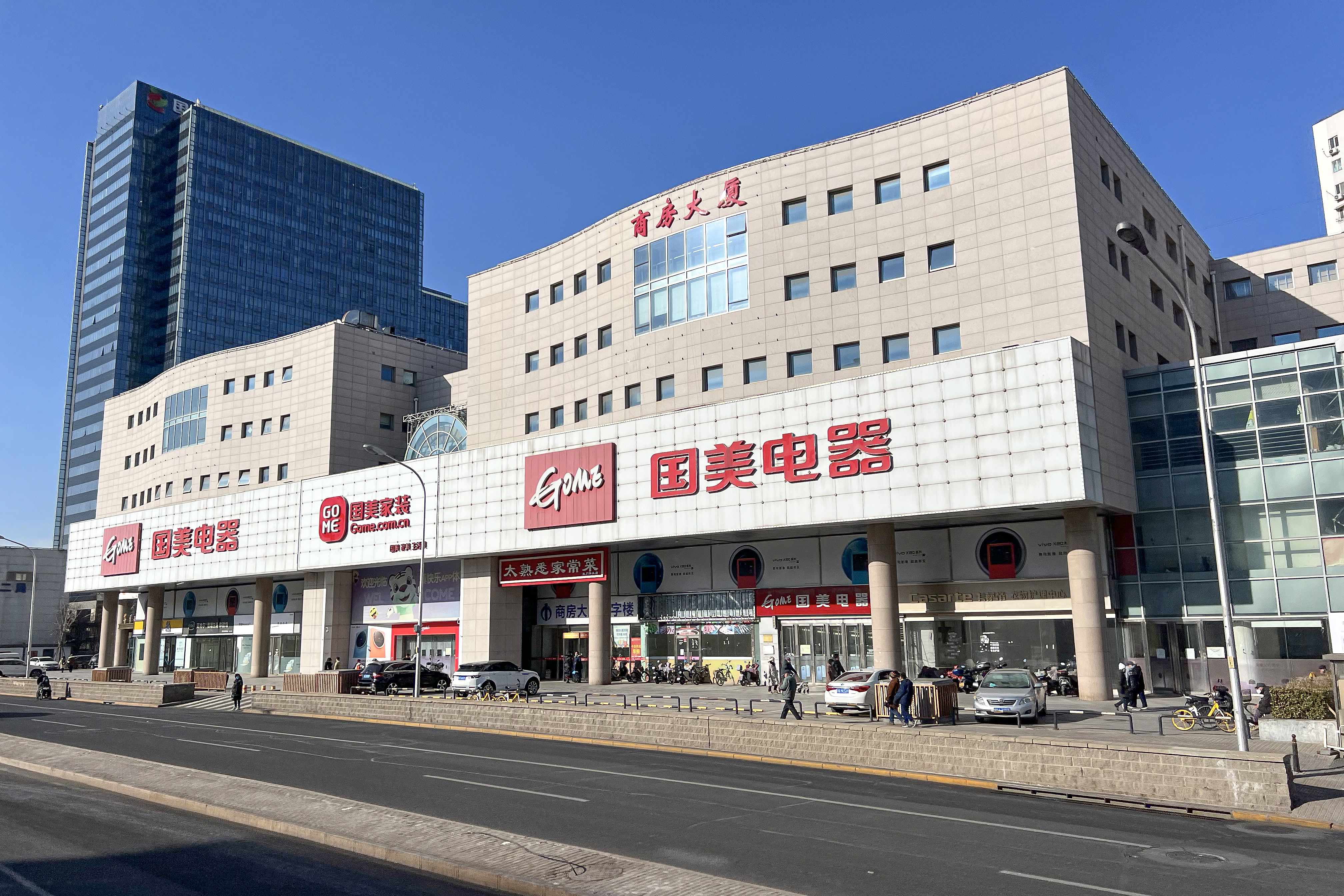
国美电器北京马甸店，此处原为宜家家居北京马甸商场（2006年迁至四元桥后原址被国美租下）

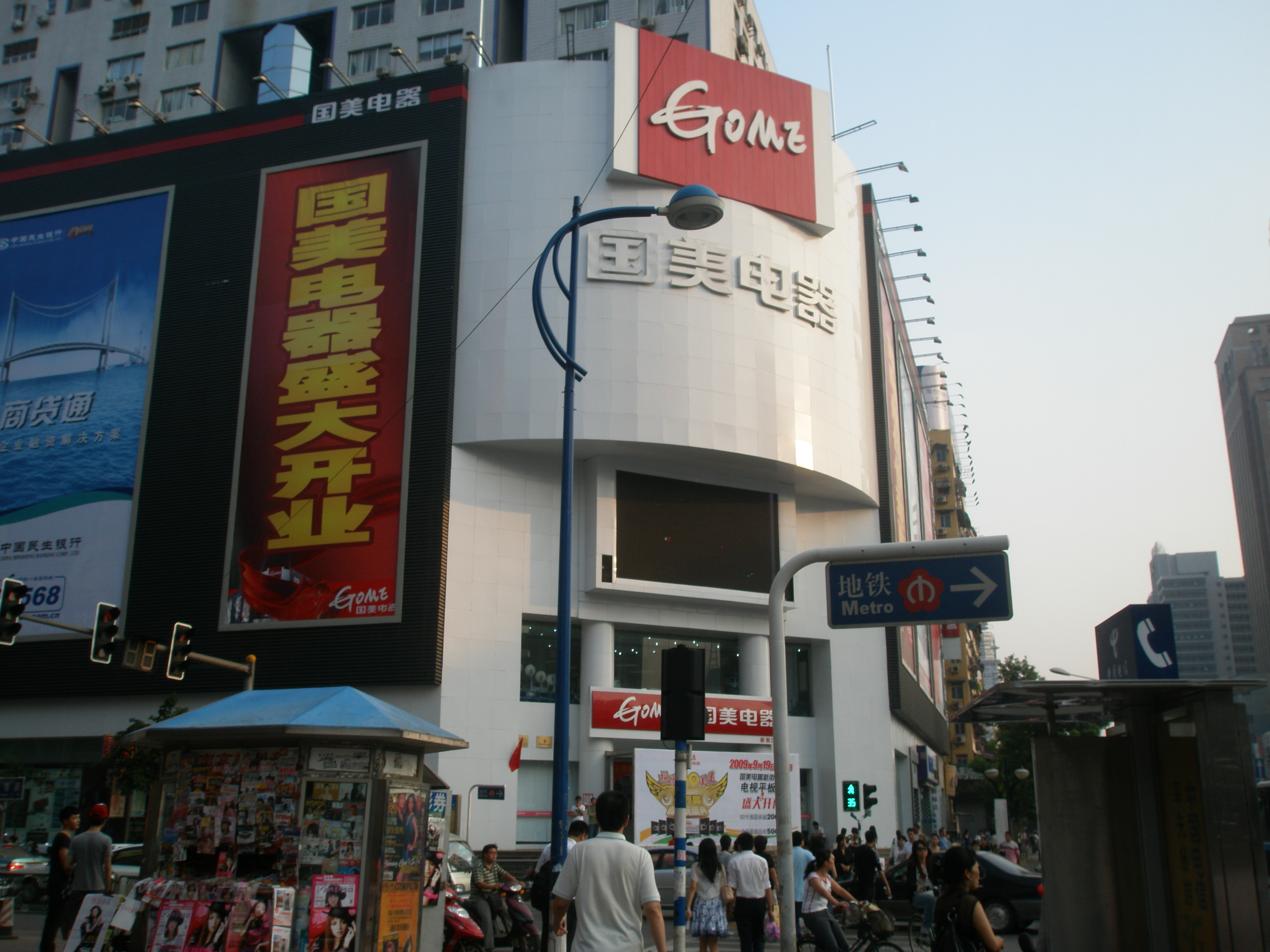
南京國美電器旗艦店

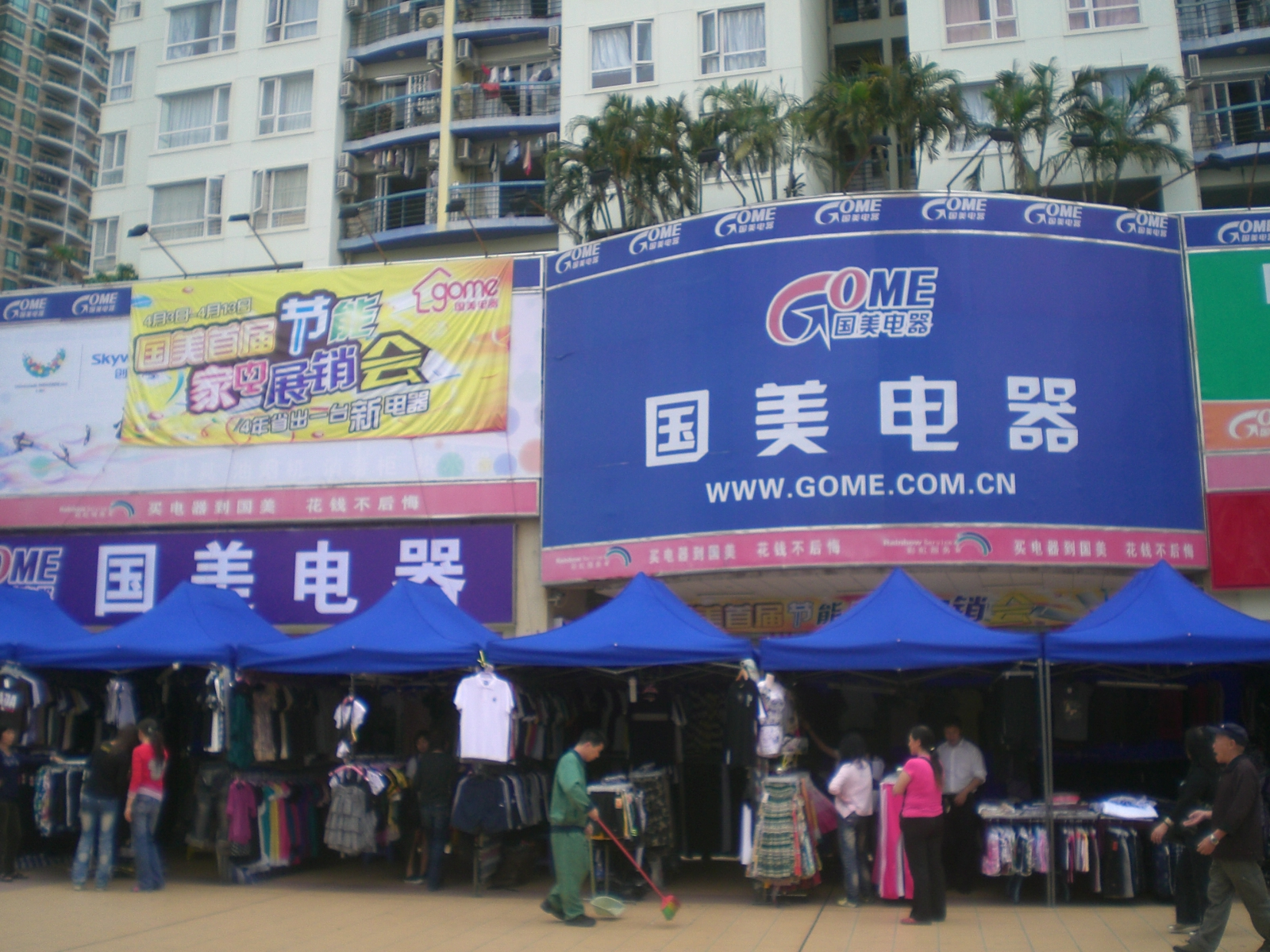
深圳一間社區店

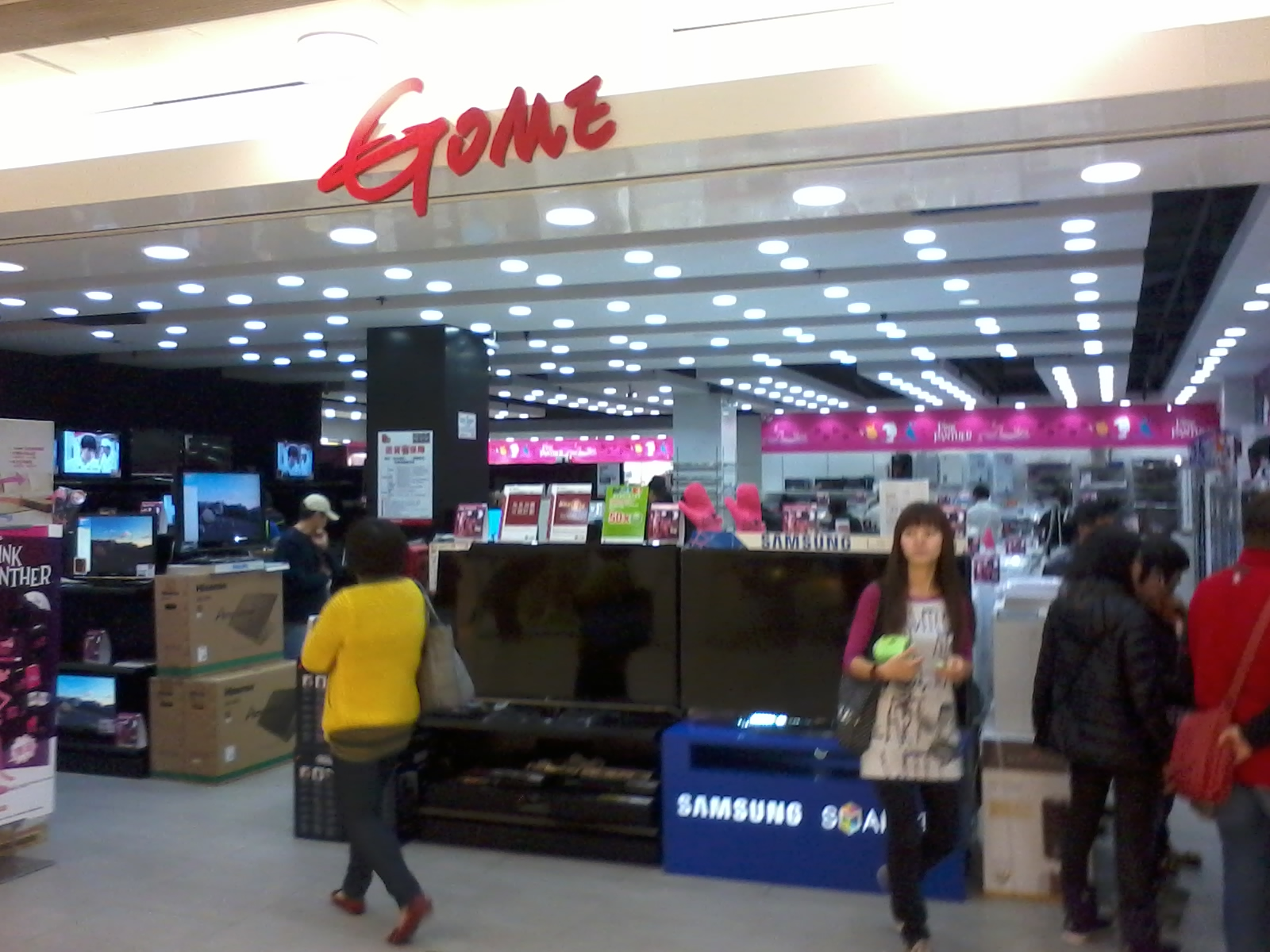
香港大埔超級城分店

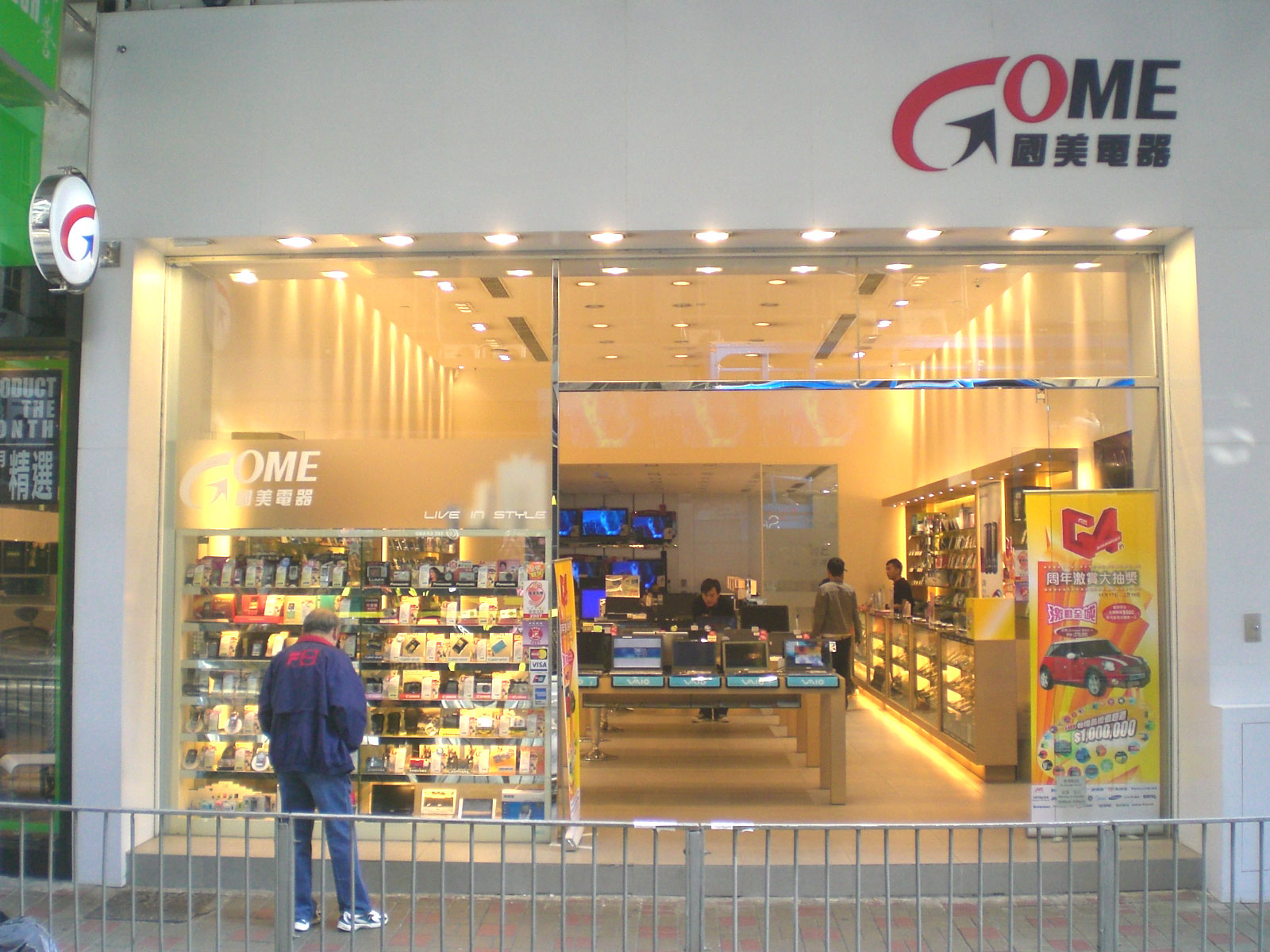
香港一間國美電器店

國美零售控股有限公司（英語：Gome Retail，簡稱國美零售，又稱國美零售控股，前稱京華自動化、中國鵬潤、鵬潤投資、國美電器控股）是於1987年1月1日在中國北京市成立的子公司，隸屬國美控股集團。

## 歷史
1987年1月1日，在北京開設首家電器零售門店。初期以銷售國產電風扇與電視、收音機起家，後續引進日本進口家電開始打出知名度，90年代後自立設廠開始自製部分家電，之後隨著國產家電商家增多且品質上升，店面中國產貨重新佔居主導地位。
1993年，所有門店統一使用國美電器的名稱，確立了連鎖經營管理的模式。
1998年，總結了十幾年的發展經驗，出台《國美經營管理手冊》。
1999年7月，首次走出北京，在天津開設連鎖店，正式實施全國連鎖經營戰略。
2000年10月，推出千萬元彩電採購大招標，被經濟學家稱為「商業資本」重新抬頭。
2000年11月，「國美模式」高層研討會在京舉行，國家資訊產業部、國家經貿委、國家貿易局、國務院發展研究中心等政府機構官員及國內眾多知名學者為國美把脈開方，研討國美未來發展之路。
2001年，在中國連鎖百強中以驕人業績位居第八名，家電零售行業排名第一。
2003年11月，在香港開設首家旗艦店。
2004年8月，成功在香港聯交所上市，開始建立數碼店連鎖經營模式，年销售额超千亿元人民幣，包括“国美”、“大中”、“永乐”在内的三大零售品牌，均属于国美。
2005年，宣布四年擴展計劃。
2006年1月，公布收購餘下35%股權。
2006年3月，成為在中國的主要經營子公司。
2006年5月，完成收購餘下35%股權。
2006年7月，宣布總值港幣52億元的與永樂電器合併。
2006年11月，與永樂電器合併的交易完成。
2007年1月，永樂電器已從香港聯交所主版退市。
2007年5月，發行2014年到期本金總額46億元人民幣零息可換股債券。
2007年12月，全面託管北京市大中家用電器連鎖銷售。
2009年7月，按照每持有100股份可獲發18股公開發售股份之基準，以認購價每股港幣0.672元完成發售股份約2296百萬股。
2009年9月，發行2014年到期本金總額23.572億元人民幣3%票息可換股債券。
2009年8月，與貝恩投資訂立投資協議，貝恩投資同意認購本公司發行之可換股債券，合共代價約人民幣1590百萬元。
2010年11月，投資庫巴購物網。
2011年4月，國美電器網上商城全新上線。
2017年，國美電器正式更名為國美零售。
2019年4月10日，國美零售與家樂福（中國）達成戰略合作，國美將以「店中店」的模式，於2019年7月底之前入駐家樂福（中國）的200餘家門店，經營品類覆蓋所有大家電、3C和智能商品。
2021年1月23日，国美推出电商平台“真快乐”。2023年1月10日，真快乐App正式更名为国美App。
2022年9月下旬，国美电器传出欠薪风波，同时出现了员工离职、大规模关店的现象。2017年起，国美零售已连续亏损6年。2022年11月3日，腾讯新闻援引国美电器董事长黄秀虹的話表示，国美电器到當年12月底之前，只会给员工上社保，不会再发工资。此后中长期，工资发放也存在不确定性。同時有不少消费者反映，国美电器发货拖时间，客服无反应、退款慢等情况。2023年2月8日，一位国美内部人士告訴澎湃新闻记者，国美部分地区的確存在发货、退货、退款不及时的情况，但大部分门店正常运行。同年4月中旬，西安地区的国美电器实体门店全部关闭。
2023年2月7日，国美零售附属公司国美电器破产清算呈请被驳回。
2023年9月，国美电器分设A区和B区两个独立运营的子公司，国美APP和安迅物流也相对独立运营。国美A区管辖华北大区和华南大区，国美B区管辖东北大区、西部大区和华东大区。9月25日，黄秀虹退任国美零售董事职位。此后在10月15日，有网传截图显示，国美APP“幸运大转盘”抽奖页面出现弹窗提示，内容为辱骂黄秀虹、黄光裕的内容，指控其拖欠工资、拖欠货款，“早晚得再进去蹲几年”。
2023年11月，深圳市消委会就国美电器未发货未退款的消费投诉向福田区人民法院申请立案，福田法院于12月准予立案。

## 香港分店
國美於2003年進軍香港，高峯期時曾有約20家分店，但因香港租金高企及近年生意欠佳下，到2013年2月1日起至3月16日陸續關閉全線6間分店，約70名員工受影響。

## 美豆制度
國美網路購物商城開通後，在網上訂購採取美豆制度，凡是在站上购物、评价、纠错、晒单、签到、抽奖都能得美豆，之後下物購物单筆订单金额（含运费）大於20元人民幣时可以使用上限2000美豆以內折抵，每一百美豆折抵一元，新美豆制度開通後意圖整合原有的實體店面積分方式，減低複雜度，所以強制規定2017年9月12日起门店积分将被替换成国美美豆，替换比例为1积分換100美豆，引起部分消費者爭議不滿。因為還是有些中老年不懂使用網購的民眾不知怎樣網路操作，另有一些人家附近就有門市沒有太高意願去網購。
之後公司出面闢謠，国美网站账号与门店会员卡进行绑定，或开通门店会员卡的用户，可在门店消费时使用国美美豆，兩者為互通關係。

## 消費券制度

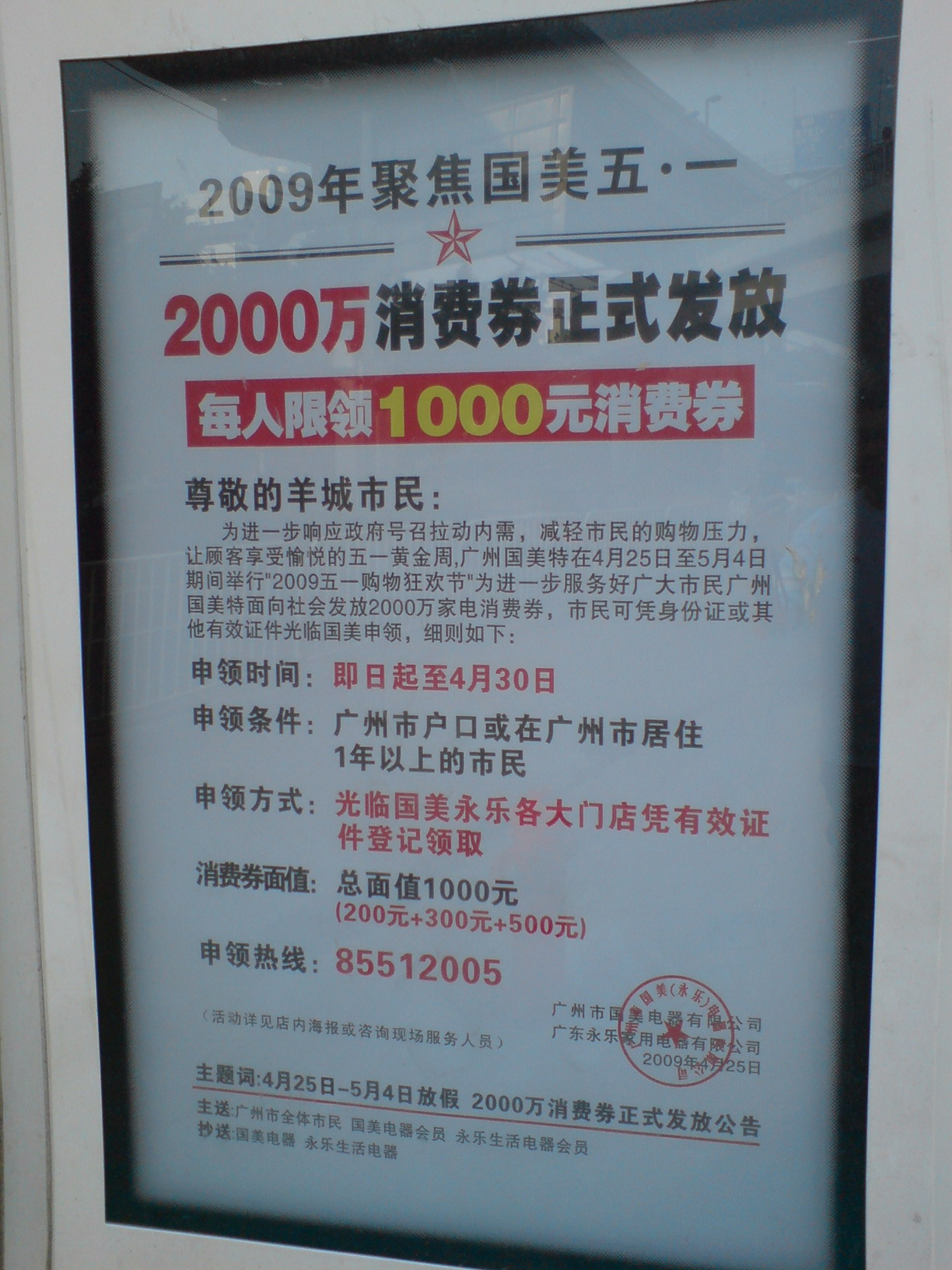
國美電器發放消費券的公告

廣東省廣州市國美電器有鑒於“响应政府号召拉动内需，减轻市民的购物压力”，於2009年五一國際勞動節前派發總價值2000萬元人民幣的消費券。消費券實行實名制發放，須廣州市戶口或在廣州居住滿一年的市民，憑身份證或其它有效證件到國美電器各門市店登記免費領取，每人限領1000元，憑券可在2009年4月25日至5月4日期間在全廣州的國美電器和永樂電器任何門市使用進行消費，“在成交价基础上使用消费券可直抵现金使用”。《信息時報》認為，消费券正逐渐成为促销售、保增长的重要手段之一。

## 爭議事件
- 騙取國家補貼

2011年3.15晚会上曝光了国美电器工作人员为了追求销售业绩，把與顧客合謀骗取国家补贴作为促销話術手段，以及国美工作人员貪汙消费者赠品的事件。事件曝光后，事发门店立即取消“以旧换新”资质。
- 天天半价虚假营销

2012年5月22日，国美电器网上商城（国美在线）通过半价限量限时促销部分产品，甚至iPhone 4S售价只需2349元。而实际上其后台是没任何貨量的只是噱頭，点击进去都会显示商品已卖光，引起欺詐消費者之批評。
- 電器維修欺诈

2018年6月央視曝光在上海消協釣魚式測驗中，將一台空调遙控器故意設定一個簡易錯誤，測試通过網上與電話找到的11家中大型家電維修商，結果有9家上門的師傅採欺诈維修。將简单的重置（不需要任何成本）說成各種大零件損壞，藉機敲詐。而國美派出的維修商也是九間欺诈商之一，把遙控器設錯說成電路板損壞重新焊下一個电容再拿新的焊上，假意为成功维修遙控器，收取高昂費用。央視曝光後國美公關處理回應只承認是該工程師判斷失誤，過於武斷，不承認蓄意敲詐。